# Semljicola qixiensis
Semljicola qixiensis là một loài nhện trong họ Linyphiidae.
Loài này thuộc chi Semljicola. Semljicola qixiensis được miêu tả năm 1993 bởi Gao, Zhu & Fei.